# Tanagridia fusca
Tanagridia fusca là một loài bướm đêm trong họ Geometridae.